# Bandiera di Saint Lucia
La bandiera di Saint Lucia è stata adottata il 1º marzo 1967, ma ha subito modifiche al disegno e alla tonalità nel 1979 e nel 2002. Il disegno esatto è variato nel tempo. La bandiera attuale è azzurra, con al centro un triangolo isoscele rappresentante l'isola stessa, color oro (che richiama le spiagge) sotto una punta di freccia nera (stante alla sua origine vulcanica). I bordi superiori della punta di freccia hanno un contorno bianco. Il disegno intende evocare i Pitons, le due vette più alte dell'isola dopo il monte Gimie.

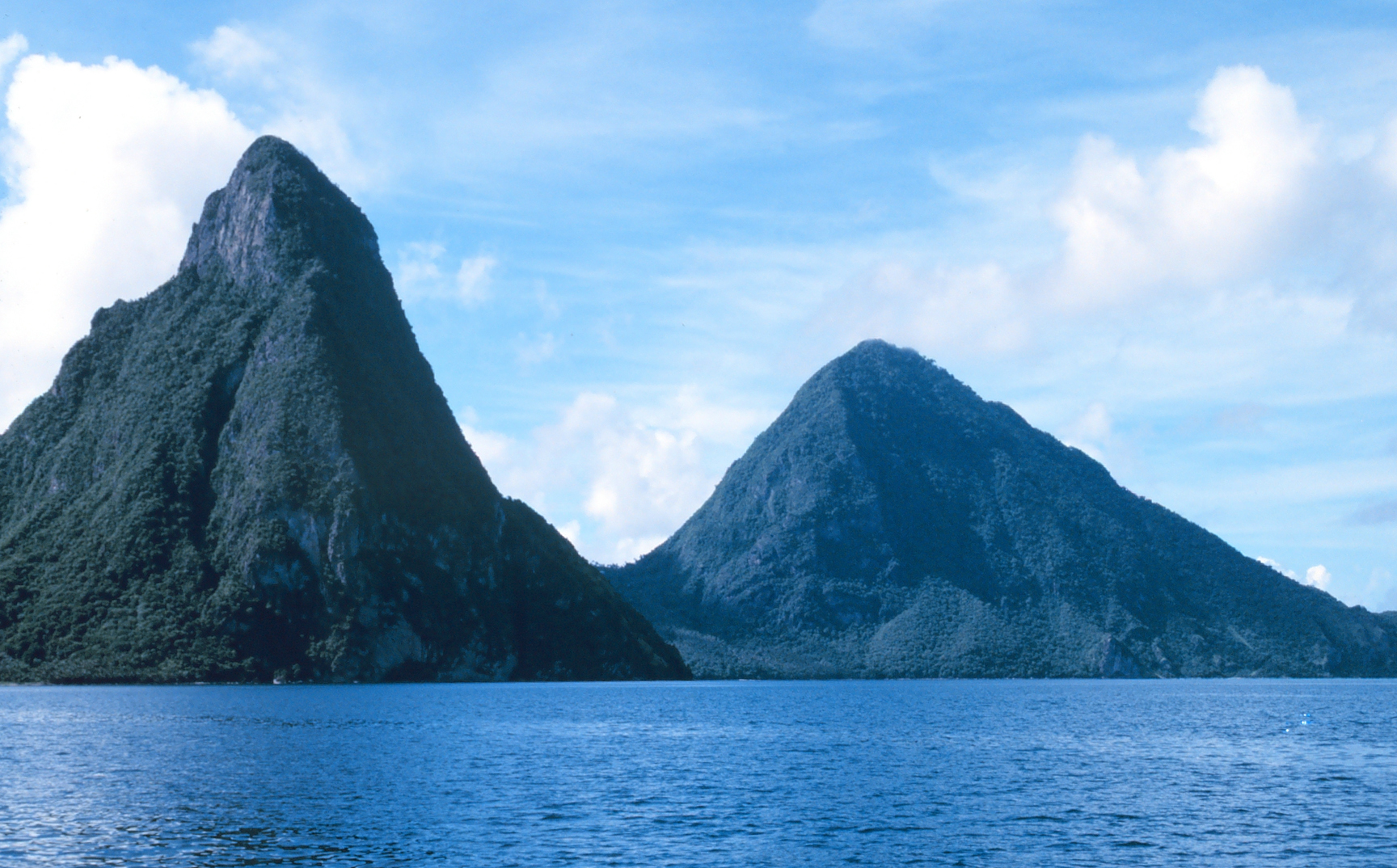
I Pitons, le cui vette sono evocate dalla bandiera.

## Bandiere storiche

Bandiera della Colonia di Saint Lucia (1875-1939)
Bandiera della Colonia di Saint Lucia (1939-1967)
Bandiera di Saint Lucia dopo l'ottenimento dell'autogoverno (1967-1979)
Bandiera santaluciana dopo l'indipendenza dal Regno Unito (1979-2002)